# Onychognathus frater
Estorninho-de-socotra ou estorninho-de-socotorá (Onychognathus frater) é uma espécie de ave da família Sturnidae.
É endémica de Iémen.
Os seus habitats naturais são: florestas secas tropicais ou subtropicais , florestas subtropicais ou tropicais húmidas de baixa altitude, matagal árido tropical ou subtropical, matagal tropical ou subtropical de alta altitude e jardins rurais.
Está ameaçada por perda de habitat.